# 폴 메르쿠리오
폴 머큐리오(Paul Mercurio, 영어 발음: /mə(r)ˈkjuːrioʊ/, 1963년 3월 31일 ~ )는 오스트레일리아의 안무가, 배우, 블로거, 무용가이다. 배우 거스 머큐리오의 아들이다.

## 영화
- 라즐 다즐 (2007년)
- 코드 11-14 (2003년)
- Kick (1999년) - 데이비드 나이트 역
- 퍼스트 나인 하프 위크 (1998년)
- 웰컴 투 우프 우프 (1997년)
- 레드 리본 블루스 (1996년) - 트로이 역
- 플래닛 (1996, Dark Planet)
- 더 바이블 - 요셉 (1995년)
- 에덴으로 가는 비상구 (1994년)
- 댄싱 히어로 (1992년)